# Лъжец
Лъжец (на турски: Yalancı) е драматичен сериал и психологическа драма, продуциран от Süreç Film, чийто първи епизод е излъчен на 17 септември 2021 г., режисиран от Хюля Гезер, по сценарий на Рахшан Чигдем Инан и Йекта Toрун, с участието на Бурчин Терзиоулу и Салих Бадемджи, излъчен по Show TV. Това е турски телевизионен сериал в жанра трилър. Сериалът е адаптация на британския телевизионен сериал Liar. Сериалът приключва със своя 10-ти епизод, който е излъчен на 23 ноември 2021 г.

## Сюжет
Дениз е интелигентен, талантлив и всеотдаен учител по литература. Мехмет Емир е известен хирург. Ученик е на сина му Дениз. И двамата отдавна не допускат никого в живота си. Привличането помежду им ги води първо към вечеря, на която излизат заедно, а след това към поредица от събития, които ще преобърнат живота им. Дори не им минава през ум, че едно невинно ядене ще причини големи разрушения за тях и техните семейства.

## Актьорски състав
- Бурчин Терзиоулу – Дениз Сунгур
- Салих Бадемджи – Мехмет Емир Гюрсой
- Хазал Tюресан – Ясемин Aйтекин
- Джемал Toкташ – Mурат Йоздал
- Шахин Ърмак –	Oкай Aйтекин
- Mурат Кълъч –	Eрдал Нуманоулу
- Eфсане Oдаа –	Гьоркем Билген
- Фатих Берк Шахин – Дорук Гюрсой
- Имер Йозгюн –	Джанан Oджакчъ
- Гизем Сойсалдъ – Tуубa
- Oзан Айхан – Oуз
- Серкан Tънмаз – Aриф Oджакчъ
- Eмир Чубукчу – Aхмет Билген
- Mихримах Селин Вардар – Дерин

## Излъчване
| Сезон | Сезон | Епизоди | Начало на сезона     | Край на сезона     | Всички епизоди | ТВ сезон | ТВ канал |
| ----- | ----- | ------- | -------------------- | ------------------ | -------------- | -------- | -------- |
|       | 1     | 10      | 17 септември 2021 г. | 23 ноември 2021 г. | 1 – 10         | 2021     | Show TV  |

- Епизод 1 до 6 се излъчва в петък от 20:00 часа, а от епизод 7 до 10, който е финалния епизод, във вторник от 20:00 часа.